# Advi Khanapur, Manvi
Advi Khanapur là một làng thuộc tehsil Manvi, huyện Raichur, bang Karnataka, Ấn Độ.